# Fissidens limbinervis
Fissidens limbinervis là một loài Rêu trong họ Fissidentaceae. Loài này được Brugg.-Nann. & Z. Iwats. mô tả khoa học đầu tiên năm 1981.